# Peter Janssen (Mediziner)
Johann Peter Theodor Moritz Janssen (* 24. Oktober 1874 in Düsseldorf; † 30. März 1947 ebenda) war ein deutscher Urologe und Chirurg, Gründer und Leiter einer Privatklinik sowie Lehrer der Medizinischen Akademie Düsseldorf.

## Leben
Janssen wuchs als ältester Sohn des Akademiedirektors Peter Janssen des Älteren und dessen Gattin Constanze Gottschalk (1852–1931), einer Frau jüdischer Herkunft, in Düsseldorf auf. Seine Brüder waren der preußische Landrat Kurd Janssen sowie der Philosoph und Hochschullehrer Otto Janssen. Seine Schwester Hedwig († 1959) heiratete den Juristen Ludwig Beer. Väterlicherseits waren der Maler und Kupferstecher Tamme Weyert Theodor Janssen sein Großvater und Laura, geborene Hasenclever (1822–1899), seine Großmutter, jene eine Schwester des Düsseldorfer Genremalers Johann Peter Hasenclever. Sigurd Janssen, ein Sohn seines Onkels, des Bildhauers Karl Janssen, wurde ebenfalls Mediziner und spielte als Vorsitzender der Deutschen Pharmakologischen Gesellschaft ab 1933 keine geringe Rolle. 
Peter Janssen studierte Medizin an den Hochschulen von Marburg, Berlin und Freiburg im Breisgau, zuletzt an der Rheinischen Friedrich-Wilhelms-Universität Bonn, wo er 1896/1897 promovierte und 1898 sein Staatsexamen ablegte. Seine Assistentenzeit verbrachte er in Berlin, Leipzig und Bonn. Als Oberarzt der chirurgischen Kliniken der Städtischen Krankenanstalten Düsseldorf kehrte er 1907 in seine Heimat zurück, nachdem er 1904 die evangelisch getaufte Martha Leiffmann, eine Tochter des Düsseldorfer Politikers und Bankiers Moritz Leiffmann geheiratet hatte. 1906 wurde der Sohn Peter in Bonn geboren, der wie sein väterlicher Großvater ein Kunstmaler werden sollte, es folgten die Tochter Ingeborg-Ruth (* 1908) und der Sohn Claus (* 1912).
1910 habilitiert, wurde Peter Janssen 1912 zum außerordentlichen Professor für Chirurgie und Urologie ernannt. 1923 wurde er als solcher zum Lehrer an die Medizinische Akademie Düsseldorf berufen. In seinen bis dahin erschienenen Publikationen, darunter siebzehn wissenschaftliche Zeitschriftenartikel und zwei Lehrbücher, betonte er die Selbständigkeit des Fachgebietes Urologie. 

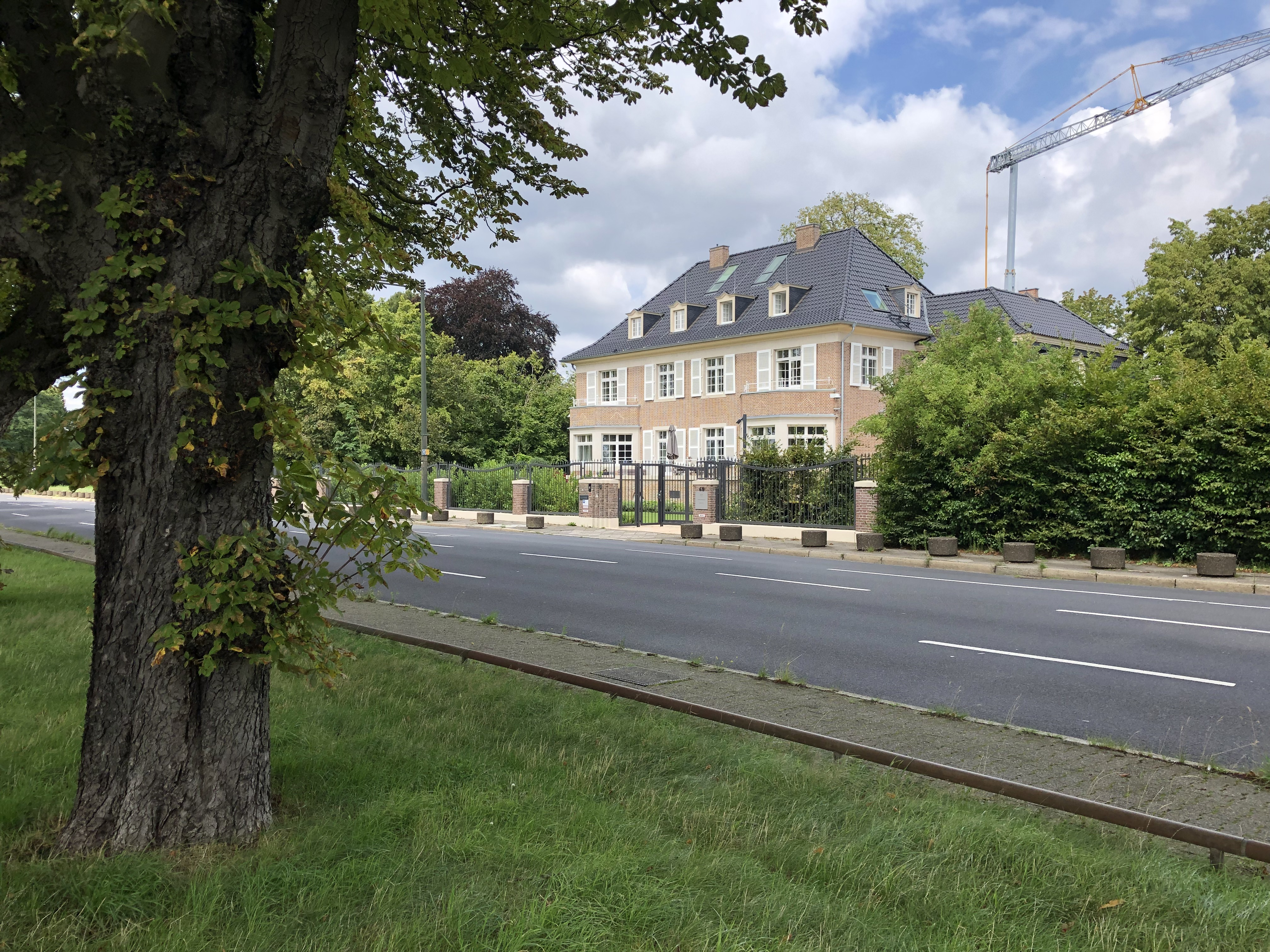
Wohnhaus Peter Janssen, Rotterdamer Straße 65, Düsseldorf-Golzheim, Architekt Josef Kleesattel

Ein Zerwürfnis mit Eduard Rehn, damals Direktor der Chirurgie an der Medizinischen Akademie, führte dazu, dass er mit weiteren Fachärzten 1926 die private Klinik Golzheim an der Kaiserswerther Straße gründete. Diese Privatklinik, deren Finanzierung Janssen maßgeblich selbst organisiert hatte, deckte neben Chirurgie und Urologie auch die Bereiche Innere Medizin, Nervenheilkunde, Frauenheilkunde, Geburtshilfe und Bakteriologie ab. Im gleichen Jahr wurde er Mitglied des Vorstands der Deutschen Gesellschaft für Urologie. Ebenfalls 1926 ließ sich Janssen von dem Architekten Josef Kleesattel ein eigenes, heute denkmalgeschütztes Wohnhaus neben der Villa seines Schwiegervaters an der Rotterdamer Straße 40 (später Alte-Garde-Ufer 104, heute Rotterdamer Straße 65) erbauen.
In der Zeit des Nationalsozialismus wurde Janssen aufgrund des Gesetzes zur Wiederherstellung des Berufsbeamtentums am 14. September 1933 die Lehrerlaubnis an der Medizinischen Akademie entzogen. Er, seine Ehefrau Martha und ihre Kinder wurden nach den 1935 erlassenen Nürnberger Gesetzen außerdem als „jüdische Mischlinge“ abgestempelt. Für einen geringen Preis veräußerte Janssen 1935 das Gelände der Villa Leiffmann im Stadtteil Golzheim, eine Erbmasse seines Schwiegervaters, an die Stadt Düsseldorf. Dabei konnte er als Bedingung durchsetzen, dass das Gelände im Rahmen ambitionierter städtebaulicher Planungen, die unter dem Titel „Schlageterstadt“ von dem Düsseldorfer Akademiedirektor Peter Grund unter der Gauleitung Düsseldorf vorangetrieben wurden, teilweise zur Herstellung einer „Künstlersiedlung“ verwandt wurde. Tatsächlich entstand im Rahmen der Reichsausstellung Schaffendes Volk bis 1937 die Golzheimer Siedlung mit Atelierhäusern für bildende Künstler im früheren Park der Villa Leiffmann.
Trotz rassischer Diskriminierung konnte Janssen bis 1939, seinem 65. Lebensjahr, die Leitung seiner Klinik behalten. Auch scheint sich seine finanzielle Situation während der 1930er Jahre nicht verschlechtert zu haben. Die Repräsentation der Klinik nach außen überließ er in dieser Zeit einem „arischen“ Mitgesellschafter. 1946/1947 trat in seiner Nachfolge der Urologe Hans Boeminghaus (1893–1979) die Leitung der Klinik an, später Dietmar Zoedler.

## Schriften (Auswahl)
- Diagnostik und therapeutische Indikationsstellung bei den chirurgischen Erkrankungen der Harnorgane. J. Springer, Berlin 1938.
- Lehrbuch der chirurgischen Krankenpflege für Pflegerinnen und Operationsschwestern. Neubearbeitung, F. C. W. Vogel, Leipzig 1922.
- Lehrbuch der chirurgischen Krankenpflege. Für Pflegerinnen und Operationsschwestern. Neubearbeitete, 2. Auflage von: Hendrik Arnoud Laan: Die Krankenpflege in der Chirurgie. Vogel, Leipzig 1916.